# Обряд вызывания дождя
Во многих культурах, во время засухи проводится (или проводился) обряд вызывания дождя, исполняемый соответственно для вызова дождя, и часто сопровождавшийся ритуальными танцами и песнями.

## Азербайджан
Для вызова дождя в начале весны совершался обряд «Хыдыр Ильяс».

## Беларусь
В деревне Старый Дедин на востоке Беларуси сохранился древний обряд вызывания дождя. Во время сильной засухи женщины «пашут» реку Остёр плугом, напевая при этом песни, которые, как предполагают учёные, в далёкие времена использовались для вызывания духа дождя. Этот обряд является очень древним и имеет глубокие языческие корни.

## Полесье
Во время засухи жители Полесья оплакивали мифического утопленника Макарку, размешивая воду в колодце палками и голося: «Макарко-сыночек, вылезь из воды, разлей слезы по святой земле!»

## Румыния
- Калоян
- Папаруда

## Северная Македония
У македонцев до наших дней сохранился обряд Додолы, направленный на заклинание дождя. Македонцы поют песни, которые начинаются мольбой о дожде, и потом описывается его ниспадение.

## Северный Кавказ
По старинному доисламскому чеченскому поверью, надёжное средство против засухи — змея. Чтобы вызвать дождь, чеченцы убивали и подвешивали змей. Вестницей непогоды в народных представлениях считалась и ворона, поэтому чтобы вызвать дождь, нужно было разрушить воронье гнездо.
У балкарцев существовали обряды, связанные с «вызыванием дождя», которые сопровождались специальными песнями и танцами. Перед началом действа балкарцы наряжали деревянную лопату в женскую одежду. Это чучело называлось «Кюрек бийче» («Княгиня-лопата»). Затем двое подростков брали «Кюрек бийче» под руки и начинали шествие. За ними шли другие подростки. Останавливаясь во дворе того или иного дома, участники пели песню:
```
    Княгиня-лопата, просим мы дождь!
    Дождь льёт, не переставая,
    Растут хлеба обильные,
    С помощью Аллаха, Великого Аллаха,
    Вышли мы все очень дружно,
    Чтобы просить у Тейри дождь.

```

## Татары
Во время обряда вызывания дождя у тарских татар мулла перерезал барану горло и с несколькими самыми старыми и почитаемыми стариками в деревне молился о дожде. Мясо барана готовили в казане с водой на костре и съедали его до последнего куска. После трапезы бараньи кости закапывались в чистом месте. В завершении обряда все жители шли к реке и обливали друг друга водой, этим показывая духам, что нужен дождь.

## Украина
На севере Житомирщины засуху объясняли тем, что какая-нибудь женщина в селе на Благовещение, вопреки строгому запрету, пекла хлеб. Тогда, чтобы искупить этот грех и вызвать дождь, три женщины собирались, брали каждая по два ведра воды, шли в дом к «виновнице», выливали всю воду посреди дома и обливали снаружи углы дома, а кое-где обливали саму женщину.
На Житомирщине люди обливали также друг друга водой, говоря: «Как на тебя льётся вода, так чтобы дождь обливал землю». Это делали у реки или у колодца. Иногда обливали лиц, которые, по народным представлениям, обладали особой магической силой: беременную женщину, символизирующую землю, пастуха, как способного воздействовать на небесные «стада» туч, священника — как тот же символ пастуха-пастыря.

## Ближний Восток
Семиты Ближнего Востока вызывали дождь постом и молитвой к богу-громовержцу Баалу, отголоском древней культуры может служить псалом 28.